# Les Châtelliers-Notre-Dame

Les Châtelliers-Notre-Dame este o comună în departamentul Eure-et-Loir, Franța. În 1 ianuarie 2022 avea o populație de 149 de locuitori.